# Damshagen (Niemcy)
Damshagen – gmina w Niemczech, w kraju związkowym Meklemburgia-Pomorze Przednie, w powiecie Nordwestmecklenburg, wchodzi w skład urzędu Klützer Winkel.